# Charles Nemes
Pour les articles homonymes, voir Nemes (homonymie) et Weisz.
Charles Nemes, né Charles Paul Zoltan Nemes de Weisz-Horstenstein à Paris 12e le 5 août 1951, est un réalisateur et scénariste français.
Il est l'auteur de six romans. Très lié à la troupe du Splendid, son œuvre est marquée par des films et séries comiques.

## Biographie
Charles Nemes est né le 5 août 1951 à Paris. Il effectue sa scolarité au lycée Pasteur de Neuilly-sur-Seine.
Ami de longue date de la troupe du Splendid, il réalise avec eux l'un de ses premiers courts-métrages, Le Bol d'air, en 1975. Il écrit son premier long-métrage, Les héros n'ont pas froid aux oreilles, en collaboration avec Gérard Jugnot. Le film obtient un joli succès, suivi par Tableau d'honneur, au centre duquel évoluent un jeune élève (Guillaume de Tonquédec) et ses problèmes avec ses parents (Claude Jade, Philippe Khorsand). Son plus grand succès est La Tour Montparnasse infernale en 2001, comédie interprétée par Eric et Ramzy, qu'il accompagne pour leur passage au grand écran, après les avoir dirigés durant quatre saisons de la sitcom télévisée H.
Il dirige ensuite Omar et Fred et Bruno Salomone dans Le Carton et Au bistro du coin, mais réalise également le deuxième opus de Caméra café au cinéma, intitulé Le Séminaire.
En 2013, il dirige Héléna Noguerra et Éric Elmosnino pour la comédie Hôtel Normandy.
Charles Nemes est présent comme chroniqueur sur France Inter durant la deuxième saison de l'émission Si tu écoutes, j'annule tout, en 2015-2016.
Il participe à l'émission cinéphile Le Salon sur le site FilmoTV.
Il participe deux fois au jeu Questions pour un champion sur France 3 en tant que simple candidat.
Il publie six romans, notamment aux éditions Balland et Lattès,.

## Résumé de carrière

### Littérature - Romans publiés
- 2003 : Je hais mon chien
- 2004 : Pourquoi les coiffeurs ?
- 2006 : N’oublie pas mon petit cadeau
- 2007 : Un chien dans la gorge
- 2014 : La Nuit de l'Aubrac
- 2017 : Deux enfants du demi-siècle

### Cinéma et télévision

#### Réalisateur de films de cinéma
- 1969 : Trois hommes sur un cheval, de Marcel Moussy - assistant réalisateur
- 1969 : Erotissimo de Gérard Pirès - assistant-réalisateur
- 1974 : La Face Nord (court-métrage) crédité en tant que Charles Z. Nemes
- 1974 : Bonne présentation exigée (court-métrage) crédité en tant que Charles Z. Nemes
- 1975 : Le Bol d'air (court-métrage) crédité en tant que Charles Z. Nemes
- 1979 : Les héros n'ont pas froid aux oreilles
- 1983 : La Fiancée qui venait du froid
- 1992 : Tableau d'honneur
- 2001 : La Tour Montparnasse infernale
- 2004 : Le Carton
- 2009 : Le Séminaire
- 2011 : Au bistro du coin
- 2013 : Hôtel Normandy

#### Réalisateur de téléfilms
- 1986 : Tous en boîte
- 1997 : Mer calme, mort agitée
- 2011 : I love Périgord
- 2013 : Il était une fois… peut-être pas
- 2016 : Le Mari de mon mari

#### Réalisateur de séries télévisées
- 1996 : Maigret, épisode Maigret et le Port des brumes
- 1998 : La Clef des champs
- 1998-2001 : H (18 épisodes)
- 2004 : Maigret, épisode Maigret et les Petits Cochons sans queue
- 2004 : Maigret, épisode Maigret et l'Ombre chinoise
- 2005 : Maigret, épisode Maigret et l'Étoile du Nord

#### Acteur de cinéma
- 1984 : Pinot simple flic de Gérard Jugnot
- 2007 : Christian d'Elisabeth Löchen : Romero
- 2011 : Au bistro du coin de Charles Nemes : le médecin turfiste
- 2016 : La Tour de contrôle infernale d'Éric Judor : le recruteur (caméo)

### Parcours à la radio
- 2015-2016 : chroniqueur dans l'émission Si tu écoutes, j'annule tout sur France Inter